# Хайнрих VI фон Хенеберг-Ашах
Хайнрих VI (XI) фон Хенеберг-Ашах (на немски: Heinrich VI (XI) von Henneberg-Aschach; * пр. 1293; † между 14 август 1355 и 26 януари 1356) от рода на Хенебергите е граф на Хенеберг-Ашах (1292 – 1352).

## Произход
Той е син на граф Херман II фон Хенеберг-Ашах († 1292) и съпругата му Аделхайд фон Тримберг († сл. 1316), дъщеря на Конрад фон Тримберг († 1281) и Аделхайд фон Вилдберг († 1292). Внук е на граф Хайнрих III фон Хенеберг-Шлойзинген († 1262) и втората му съпруга София фон Майсен († 1280). 
Брат е на граф Херман III фон Хенеберг († 12 юли 1307/1308 в Бохемия), с когото управлява заедно Хенеберг-Ашах (1292 – 1306).

## Фамилия
Хайнрих VI фон Хенеберг-Ашах се жени пр. 3 май 1315 г. за София фон Кефернбург († 4 март 1358), дъщеря на граф Гюнтер VIII фон Кефернбург († 1318/1324) и Ирмгард фон Шварцбург-Вахсенбург († сл. 1340). Те имат децата:
- Херман IV (V) фон Хенеберг-Ашах (* 1315; † 27 януари/28 март 1403/5 март 1404), женен I. за Аделхайд фон Цолерн († пр. 30 август 1360), II. 1366 г. за Агнес фон Шварцбург-Бланкенбург († 13 април 1399), дъщеря на римско-немския гегенкрал Гюнтер XXI фон Шварцбург-Бланкенбург († 1349)[6]
- Бертхолд X фон Хенеберг († 1 април 1411)
- София фон Хенеберг († 27 ноември 1344), омъжена на 21 юни 1335 г. за Хайнрих III фон Ортенбург († 1345)[7]
- Хайнрих VIII фон Хенеберг († сл. 13 юни 1379)
- Аделхайд фон Хенеберг († 14 юни 1369), омъжена пр. 30 април 1322 г. за Фридрих I фон Хайдек († ок. 3 август 1374)